# Кохоку
Кохоку (яп. 江北町 Ко:хоку-мати) — посёлок в Японии, находящийся в уезде Кисима префектуры Сага. Площадь посёлка составляет 24,48 км², население — 9501 человек (1 августа 2014), плотность населения — 388,11 чел./км².

## Географическое положение
Посёлок расположен на острове Кюсю в префектуре Сага региона Кюсю. С ним граничат города Оги, Таку и посёлки Омати, Сироиси.

## Население
Население посёлка составляет 9501 человек (1 августа 2014), а плотность — 388,11 чел./км². Изменение численности населения с 1980 по 2005 годы:
| 1980 | 9732 чел. |  |
| 1985 | 9728 чел. |  |
| 1990 | 9483 чел. |  |
| 1995 | 9539 чел. |  |
| 2000 | 9584 чел. |  |
| 2005 | 9628 чел. |  |

## Символика
Деревом посёлка считается Ilex integra, цветком — нарцисс.